# العلاقات المارشالية الفنزويلية
العلاقات المارشالية الفنزويلية هي العلاقات الثنائية التي تجمع بين جزر مارشال وفنزويلا.

## مقارنة بين البلدين
هذه مقارنة عامة ومرجعية للدولتين:
| وجه المقارنة                                              | جزر مارشال                     | فنزويلا                                  |
| --------------------------------------------------------- | ------------------------------ | ---------------------------------------- |
| المساحة (كم2)                                             | 181                            | 916.45 ألف                               |
| عدد السكان (نسمة)                                         | 53.13 ألف                      | 28.87 مليون                              |
| الكثافة السكانية (ن./كم²)                                 | 29.35 ألف                      | 31.5                                     |
| العاصمة                                                   | ماجورو                         | كاراكاس                                  |
| اللغة الرسمية                                             | لغة إنجليزية، اللغة المارشالية | اللغة الإسبانية، لغة الإشارة الفنزويلية ‏ |
| العملة                                                    | دولار أمريكي                   | بوليفار فنزويلي                          |
| الناتج المحلي الإجمالي (بليون دولار)                      | 199.40 مليون                   | 482.36 مليار                             |
| الناتج المحلي الإجمالي (تعادل القوة الشرائية) بليون دولار | 207.25 مليون                   |                                          |
| الناتج المحلي الإجمالي الاسمي للفرد دولار أمريكي          | 3.38 ألف                       |                                          |
| الناتج المحلي الإجمالي للفرد دولار أمريكي                 | 3.80 ألف                       |                                          |
| مؤشر التنمية البشرية                                      |                                | 0.762                                    |
| رمز المكالمات الدولي                                      | +692                           | +58                                      |
| رمز الإنترنت                                              | .mh                            | .ve                                      |
| المنطقة الزمنية                                           | ت ع م+12:00                    | 00                                       |

## منظمات دولية مشتركة
يشترك البلدان في عضوية مجموعة من المنظمات الدولية، منها:
| علم المنظمة | اسم المنظمة                   | تاريخ انضمام جزر مارشال | تاريخ انضمام فنزويلا |
| ----------- | ----------------------------- | ----------------------- | -------------------- |
|             | مؤسسة التمويل الدولية         | 23 سبتمبر 1992          | 28 ديسمبر 1956       |
|             | منظمة الشرطة الجنائية الدولية | ?                       | ?                    |
|             | الأمم المتحدة                 | 17 سبتمبر 1991          | 15 نوفمبر 1945       |
|             | البنك الدولي للإنشاء والتعمير | 21 مايو 1992            | 30 ديسمبر 1946       |
|             | يونسكو                        | 30 يونيو 1995           | 25 نوفمبر 1946       |
|             | منظمة حظر الأسلحة الكيميائية  | ?                       | ?                    |
|             | الاتحاد الدولي للاتصالات      | 22 فبراير 1996          | 13 أغسطس 1920        |

## وصلات خارجية
- موقع وزارة الخارجية الفنزويلية